# Tungari kenwayae
Tungari kenwayae là một loài nhện trong họ Barychelidae. Loài này phân bố ờ Queensland.